# Údol
Údol (Hongaars: Sárosújlak) is een Slowaakse gemeente in de regio Prešov, en maakt deel uit van het district Stará Ľubovňa.
Údol telt 406 inwoners.